# Zamieście
Zamieście ist ein Dorf im Powiat Limanowski der Woiwodschaft Kleinpolen in Polen. Es gehört zur Landgemeinde Tymbark und grenzt an die ehemalige Stadt Tymbark.

## Geographie

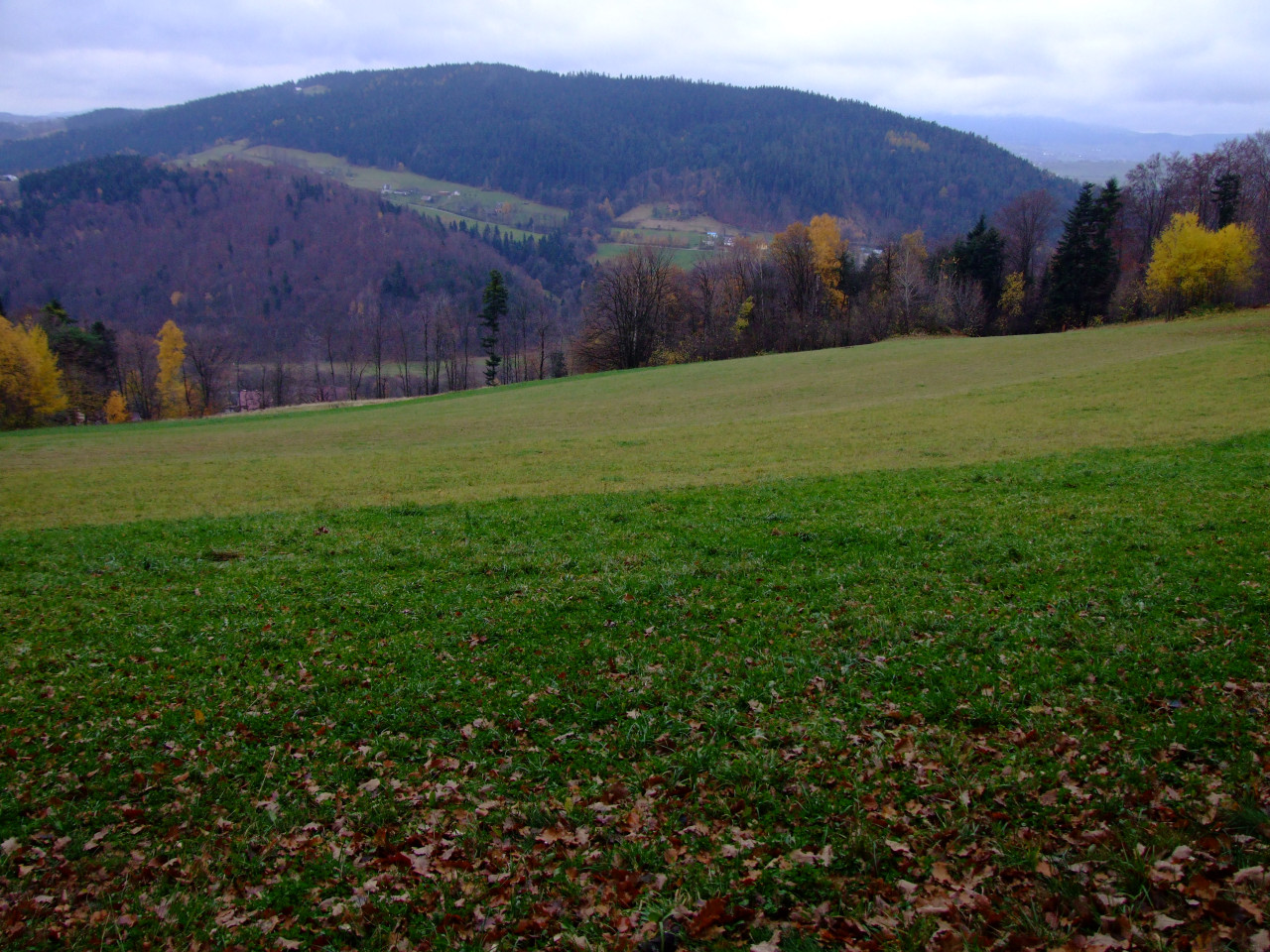
Der Paproć (643 m)

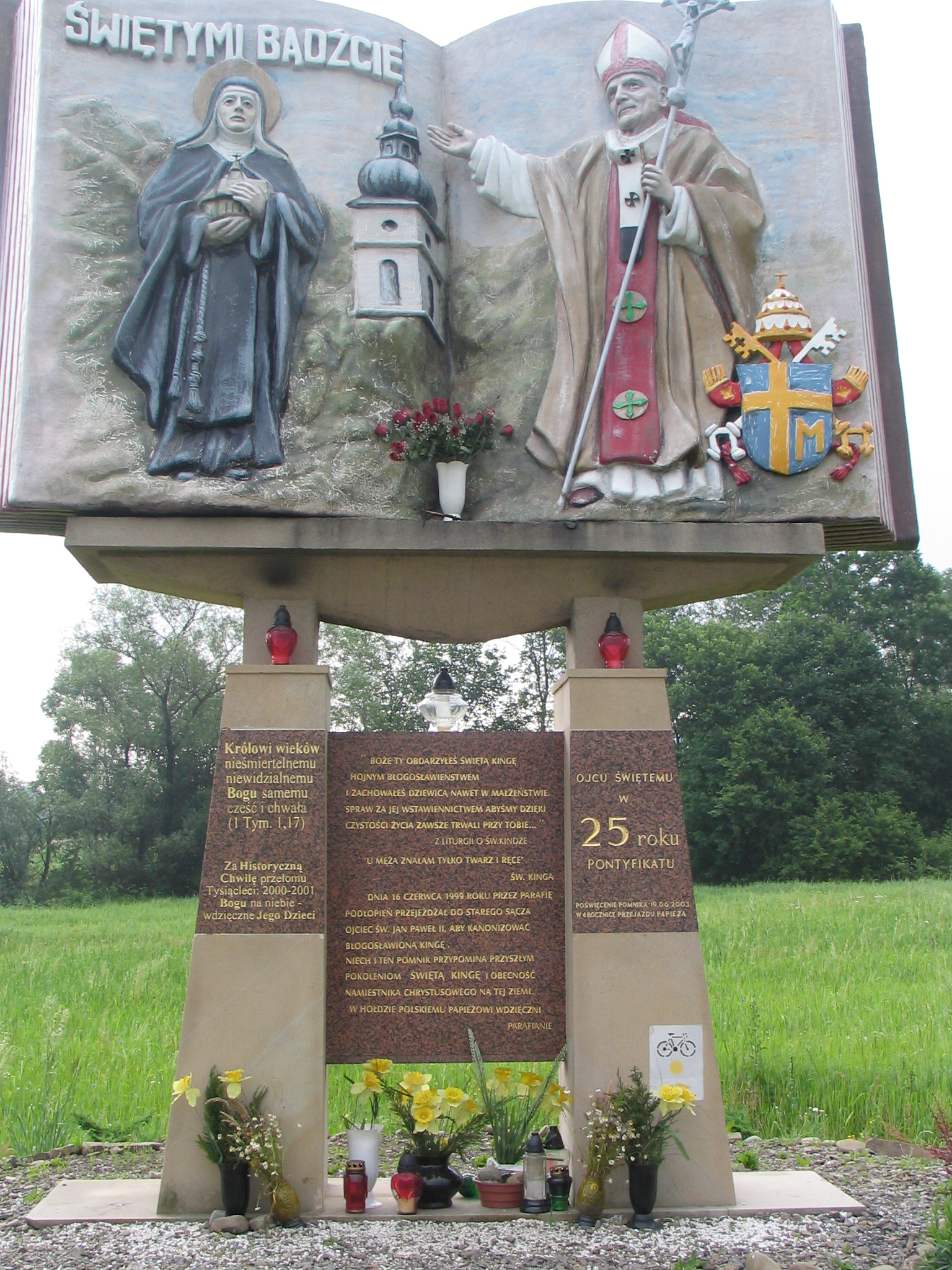
Gedenkstein für die Heiligsprechung der Kinga von Polen

Der Ort selbst liegt auf dem linken Ufer des Baches Słopniczanka, der in Tymbark in die Łososina mündet. Die Gemarkung des Dorfs nimmt den südöstlichen Teil der Gemeinde ein und grenzt im Westen und Norden an die Gemarkung des Hauptorts. Im Norden steigt ihr Gebiet in Richtung des Gipfels des 643 Meter hohen Paproć an, der zu den Inselbeskiden gehört.
Zu Zamieście gehören die östlich der Słopniczanka liegenden Weiler und Ortsteile Brodkówka, Góry Rysie, Malarzówka, Pasykówka, Podgóra, Przylaski, Puty, Skrzatki, Sołtystwo, Sowy, Tajdusie, Trybucówka und Zagroda.

## Geschichte
Der Ort gehörte zur Starostei Tymbark, zunächst zum Königreich Polen (ab 1569 Adelsrepublik Polen-Litauen), Woiwodschaft Krakau, Powiat Szczyrzyc. Bei der Ersten Teilung Polens kam das Gebiet 1772 zum neuen Königreich Galizien und Lodomerien des habsburgischen Kaiserreichs (ab 1804). Ab dem Jahr 1855 gehörte die Region zum Bezirk Limanowa. Im Jahr 1885 hatte das Dorf 45 Häuser und 259 Einwohner (118 Männer und 141 Frauen). Vom seinerzeitigen Waldbestand (etwa 50 %) wurden große Teile abgeholzt.
Seit 1919 gehört der Ort wieder zu Polen und von 1975 bis 1998 zur Woiwodschaft Nowy Sącz.

## Persönlichkeiten
- Stanisław Pasyk (* 1931), Kardiologe und Politiker.